# Agaricia grahamae
Agaricia grahamae là một loài san hô trong họ Agariciidae. Loài này được Wells mô tả khoa học năm 1973.